# Jean Omer
Jean Omer (Nijvel, 7 september 1912 - Ukkel, 30 maart 1994) was een Belgische muzikant (klarinet, tenorsaxofoon) en bandleider op gebied van swing en andere dansmuziek.
Zijn eerste ensemble richtte Jean Omer op in 1936, en aan het einde van de jaren dertig ontstond een eerste swingorkest, waarmee hij in België optrad. Eind 1940 nam hij zijn eerste 78 toerenplaat op in Brussel, die werd uitgegeven door Columbia ("Sing High, Sing Low, Sing It Like You Want"). In de volgende drie jaar maakte hij nog meer opnames. Daarna kreeg hij nog weinig gelegenheid om platen onder eigen naam te maken. 
Een van zijn arrangeurs was Peter Packay; eind jaren dertig schreef Benny Carter enkele arrangementen voor hem. In Omers band speelde ook Hans Berry. In mei 1941 nam hij voor het Duitse Telefunken de jazzstandard "Stardust" op. In de late zomer van 1941 en begin 1942 trad Omers orkest op in het Berlijnse Delphi Palast. In Berlijn speelde hij nummers als "Gute Reise", "Schicksal" of "Fünf Uhr Tee" die originele composities van Belgische muzikanten waren, maar waarachter verboden swingmuziek schuilging. Deze opnames waren verschenen onder het platenlabel Brunswick. Na de oorlog werd Omer zo goed als vergeten.
Hij baatte in 1938 de Brusselse dansgelegenheid Boeuf sur le Toit uit (vernoemd naar de Parijse club) waar hij met zijn orkest speelde. De Boeuf sur le Toit bleef open - als een revuetheater en cabaret - tot 1967 en werd vervolgens door Omer voortgezet als La Nouvelle Gaity Jazz Club, en daarna, tot 1982, als Chez Paul au Gaity. In het orkest speelde onder anderen de Belgische tenorsaxofonist Jean Robert mee.